# Stan zagrożenia (film 2021)
Stan zagrożenia – film w reżyserii Ewy Stankiewicz prezentujący efekty dziennikarskiego śledztwa w sprawie katastrofy polskiego Tu-154 w Smoleńsku. Premiera filmu była kilkakrotnie przekładana, lecz ostatecznie odbyła się na antenie TVP1 dnia 18 kwietnia 2021 roku.

## Kontrowersje
Przed premierą telewizyjną film w angielskiej wersji pt. "Under Threat" został przez twórców zgłoszony do udziału w kilkunastu zagranicznych festiwalach filmowych, zdobywając nagrody na niektórych z nich. Festiwale te jednak są mało prestiżowe, stawiają niskie wymogi uczestniczącym w nich dziełom, a niektóre z nich wręcz mają nazwy podobne do renomowanych imprez w celu wzbudzenia mylnego wrażenia na temat ich wartości.